# Thausgea sogai
Thausgea sogai är en fjärilsart som beskrevs av Pierre E.L. Viette 1966. Thausgea sogai ingår i släktet Thausgea och familjen nattflyn. Inga underarter finns listade i Catalogue of Life.